# Псессы
Псе́ссы — одно из меотских племён, живших в первом тысячелетии до н. э. в районе нижнего течения реки Кубань и юго-восточном побережье Азовского моря.

Меоты занимались земледелием и рыболовством. Часть Меотов по языку была родственна адыгам, часть ираноязычна. В IV—III веках до н. э. многие из Меотов вошли в состав Боспорского государства.

— Меоты — статья из Большой советской энциклопедии. 
В некоторых надписях времён Левкона I, боспорского царя правившего с 389 (388) г. по 349 (348) г. до н. э., высеченных на каменных блоках, он именуется царствующим над синдами, торетами, дандариями, псессами, а в одной из них он назван царём синдов и всех меотов. В титуле Перисада I, одного из преемников Левкона I, упоминаются, кроме того, фатеи и досхи. 
Академик И. А. Джавахишвили полагал, что этноним псессы произошёл от названия реки Пшиш (приток Кубани), и означает пшишцев, то есть жителей бассейна этой реки. 